# Bleu des Causses

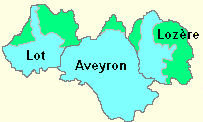
Gebied Bleu des Causses AOP

De Bleu des Causses AOP is een Franse kaas, afkomstig uit de departementen Lozère, Aveyron en Lot. De kaas is een van de 44 Franse kazen die het roodgele Europese AOC/AOP-keurmerk, dat sinds januari 2012 het AOC-label vervangt, mag voeren.

## Geschiedenis
Het ontstaan van de Bleu des Causses is wat minder poëtisch dan dat van andere kazen. Tot 1925 worden in dit gebied allerlei blauwe kazen geproduceerd die allemaal onder de naam Roquefort verkocht worden. Allerlei rechtszaken hebben gediend om de namaak door de “caves bâtardes” te bestrijden. Met de bescherming van de naam Roquefort, met de strikte omschrijving van de AOC kenmerken in de wet- en regelgeving wordt de namaak onmogelijk. Een andere kaas moet gemaakt worden, die dan de Bleu d’Aveyron gedoopt wordt. Niet meer op basis van de dure schapenmelk, maar op basis van de veel goedkopere koemelk. De Bleu d’Aveyron is de voorloper van de Bleu des Causses.
Sinds 1953 heeft de Bleu des Causses zijn eigen AOC-keurmerk, wel een keur die veel minder strikt omschreven is dan die van de Roquefort.

## Bereiding
Van origine werd de Bleu des Causses van rauwe melk gemaakt, maar tegenwoordig wordt de volle koemelk eerst tot 68°C verwarmd (ter bestrijding van listeria). Vervolgens wordt de melk gestremd en wordt de wrongel gesneden. De schimmel voor de blauwe aderen, de penicillium roqueforti, wordt met de wrongel vermengd en het geheel wordt in vormen gedaan. De vormen hebben gaten, waardoor de wei nog verder weg kan lopen.

De kaas wordt gezouten, geborsteld en gespoeld, vervolgens worden met naalden gaatjes in de kaas geprikt om de schimmel zich goed te kunnen laten ontwikkelen. Het rijpingsproces in koele ruimtes duurt 3 tot 6 maanden (minimaal 70 dagen). Het rijpen vindt plaats in de op het noorden uitkijkende natuurlijke grotten bij de Gorges du Tarn. De ventilatie van de grotten vindt plaats via de “fleurines”, natuurlijke kanalen in de kalkgrotten, deze wijze van werken draagt bij aan de specifieke smaak van de Bleu des Causses.